# Междукамыш
Междукамыш — исчезнувшее село в Ключевском районе Алтайского края. Входило в состав Зелёнополянского сельсовета. Упразднено в 1970-е годы.

## География
Располагалось в 4,5 км к северо-западу от села Зелёная Поляна.

## История
Основано в 1923 г. В 1928 г. посёлок Между-Камыш состоял из 48 хозяйств, основное население — украинцы. В составе Красноярского сельсовета Ключевского района Славгородского округа Сибирского края.

## Население[1]
| год     | 1928 | 1939 | 1959 | 1970 |
| ------- | ---- | ---- | ---- | ---- |
| человек | 280  | 305  | 190  | 98   |